# Elizabeth Gardner
Elizabeth Gardner (ur. 4 września 1980) – australijska narciarka dowolna. Najlepszy wynik na mistrzostwach świata osiągnęła podczas mistrzostw w Ruka, gdzie zajęła 6. miejsce w skokach akrobatycznych. Jej najlepszym wynikiem olimpijskim jest 12. miejsce w tej samej konkurencji na igrzyskach olimpijskich w Vancouver. Najlepsze wyniki w Pucharze Świata osiągnęła w sezonie 2001/2002, kiedy to zajęła 9. miejsce w klasyfikacji generalnej.

## Sukcesy

### Igrzyska olimpijskie
| Miejsce | Dzień     | Rok  | Miejscowość | Konkurencja        | Zwycięzca     |
| ------- | --------- | ---- | ----------- | ------------------ | ------------- |
| 23.     | 22 lutego | 2006 | Turyn       | Skoki akrobatyczne | Evelyne Leu   |
| 12.     | 24 lutego | 2010 | Vancouver   | Skoki akrobatyczne | Lydia Lassila |

### Mistrzostwa Świata
| Miejsce | Dzień    | Rok  | Miejscowość          | Konkurencja        | Zwycięzca     |
| ------- | -------- | ---- | -------------------- | ------------------ | ------------- |
| 10.     | 1 lutego | 2003 | Deer Valley          | Skoki akrobatyczne | Alisa Camplin |
| 6.      | 18 marca | 2005 | Ruka                 | Skoki akrobatyczne | Li Nina       |
| 10.     | 10 marca | 2007 | Madonna di Campiglio | Skoki akrobatyczne | Li Nina       |
| 20.     | 4 marca  | 2009 | Inawashiro           | Skoki akrobatyczne | Li Nina       |

### Puchar Świata

#### Miejsca w klasyfikacji generalnej
- 2001/2002 – 9.
- 2002/2003 – 43.
- 2003/2004 – 24.
- 2004/2005 – 36.
- 2005/2006 – 49.
- 2006/2007 – 38.
- 2007/2008 – 28.
- 2008/2009 – 56.
- 2009/2010 – 57.

#### Miejsca na podium
1. Fernie – 25 stycznia 2004 (Skoki akrobatyczne) – 3. miejsce
2. Sauze d’Oulx – 10 marca 2004 (Skoki akrobatyczne) – 3. miejsce

- W sumie 2 trzecie miejsca.